# Pałac w Bieganowie
Pałac w Bieganowie – eklektyczny pałac z elementami neoklasycystycznymi w Bieganowie, powiat wrzesiński, wzniesiony w latach 1914–1916 według projektu Stefana Cybichowskiego dla Edwarda Grabskiego.

## Historia
Bieganowo było własnością Grzymalitów Bieganowskich od XVIII wieku. W 1906 roku po matce, Helenie z Broniszów odziedziczył majątek Edward Grabski. Budowę pałacu rozpoczął w 1914 roku i ukończył po dwóch latach. W XX-leciu międzywojennym pałac był ośrodkiem życia kulturalnego i towarzyskiego.

## Opis
Budynek na planie wydłużonego prostokąta, z łamanym dachem, z symetrycznie umieszczonymi alkierzami. W osi wejściowej fasadę zdobi okazały portyk kolumnowy w wielkim porządku, zwieńczony trójkątnym frontonem. Od strony ogrodu znajduje się duży taras zdobiony rzeźbami.

## Galeria

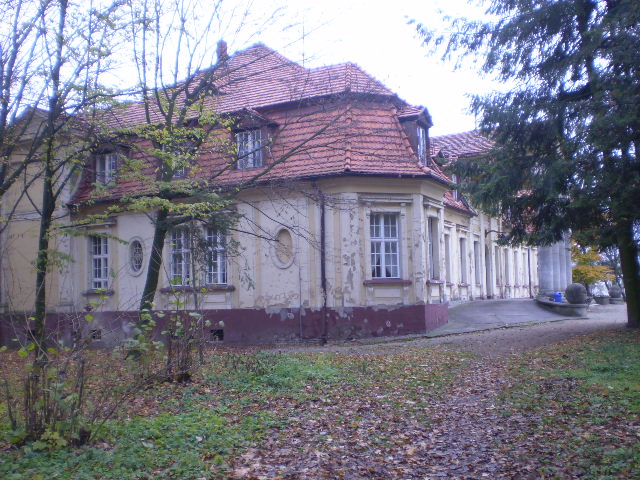
Strona północna
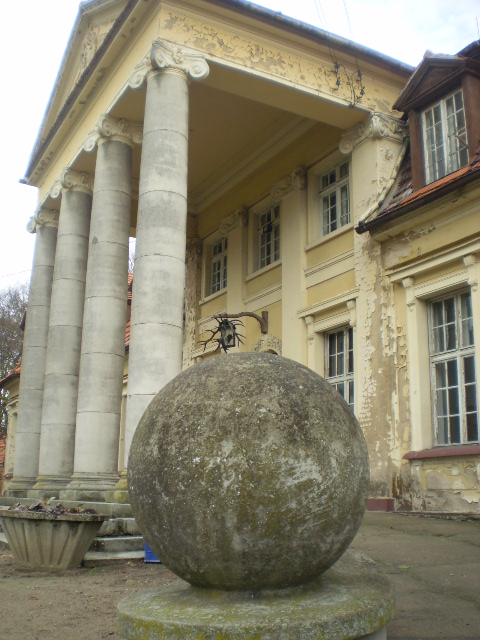
Front
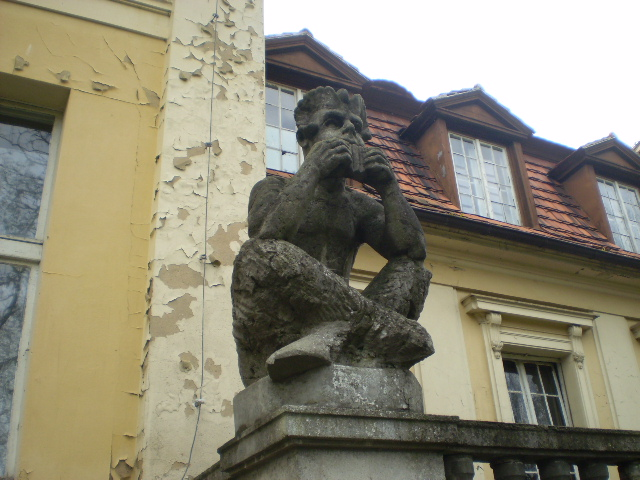
Rzeźba
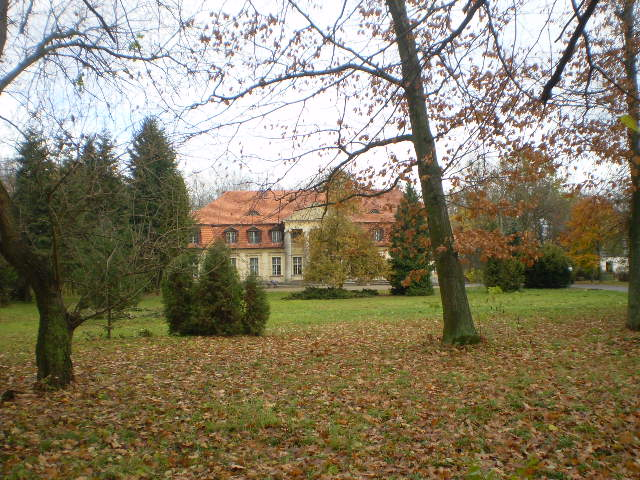
Park
Fasada pałacu